# Імена Одіна
Імена Одіна (давньосканд. Óðins nöfn — анонімна скальдична поезія, знайдена в частині Viðbótarþulur в Мові поезії в Снорровій Молодшій Едді.
Це є перелік імен Одіна.